# Popping

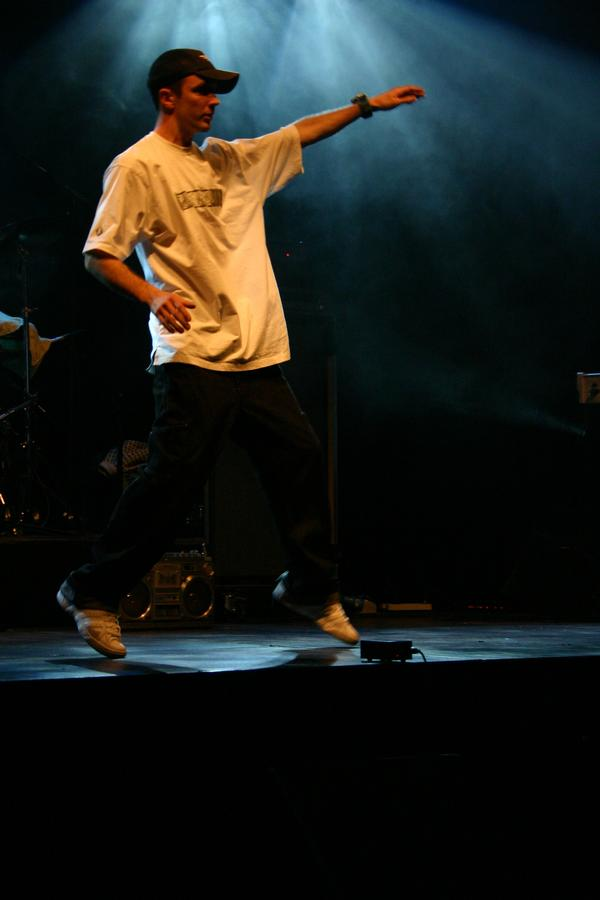
Popping

Popping is een dansstijl. Deze stijl is in de funkscene ontstaan in de jaren zeventig, toen de dansgroep The Electric Boogaloos met verschillende opmerkelijke dansmoves kwam. Deze dansgroep heeft de meeste popping moves bedacht.

## Beschrijving
Popping is gebaseerd op de techniek van het snel spannen en ontspannen van de spieren, zodat er een bepaalde beweging (bijvoorbeeld een schok) door het lichaam van de danser gaat, die ook wel een pop, hit of bij een vloeiende beweging een wave wordt genoemd. Dit wordt gedaan op het ritme van de muziek, in combinatie met verschillende bewegingen en poses, waarbij de danser zich meestal voortbeweegt als bijvoorbeeld een robot. Net als andere streetdances, wordt popping vaak gedaan in zogenaamde battles, om te proberen de andere danser voor een menigte te overtreffen. Hierdoor ontstaan soms competitieve trucs, zoals het bespotten van de tegenstander, of mime-bewegingen om te toeschouwers kijkende te houden. Vaak worden er ook wijde kleren gedragen.

## Combinaties, technieken en stijlen
De Electric Boogaloos, pioniers op het gebied van poppen, vinden het onjuist om combinaties met andere stijlen en technieken onder de noemer popping te scharen; zij vinden het belangrijk om de verschillende verwante stijlen duidelijk gescheiden te houden. Toch combineren dansers deze vaak om hun kunnen te benadrukken en variatie te creëren en in de praktijk wordt dit wel als popping aangeduid.
Enkele voorbeelden van stijlen en technieken die met popping vermengd worden:
- Animation
- Boogaloo/electric boogaloo
- Dime stopping
- Fast forward
- Floating, gliding en sliding
- Liquid dancing
- Popping/hitting
- Puppeting
- Robot/botting
- Scarecow
- Slow motion
- Strobing
- Tetrix
- Ticking
- Tutting/King Tut
- Vibrating
- Waving